# Kościół św. Jakuba Apostoła w Skaryszewie
Kościół świętego Jakuba Apostoła w Skaryszewie – rzymskokatolicki kościół parafialny należący do dekanatu Radom–Wschód diecezji radomskiej.

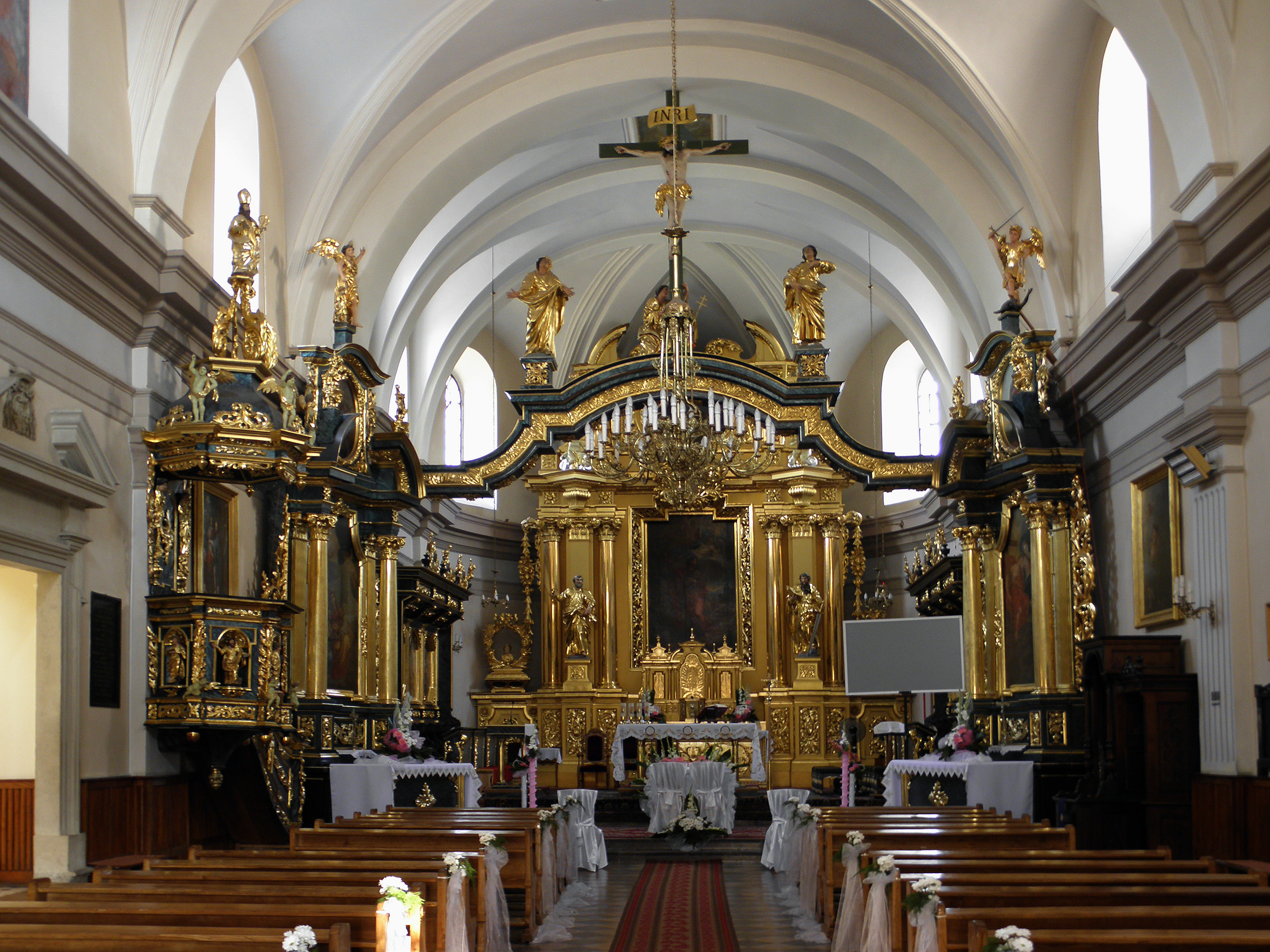
Wnętrze świątyni

Świątynia została wzniesiona przez ówczesnego proboszcza, księdza Szymona Erazma Sierzyckiego. Kamień węgielny pod jej budowę został położony w dniu 27 maja 1691 roku. Kościół otrzymał wtedy jeszcze jedno wezwanie - świętego Erazma. Prace budowlane zostały zakończone w dniu 20 listopada 1701 roku. Budowla została szybko wybudowana, ale konsekrowana została dopiero w dniu 24 października 1724 roku. W ołtarzu głównym zostały wtedy relikwie świętych – Jadwigi Śląskiej, patronki Polski i Stanisława ze Szczepanowa, biskupa krakowskiego a także męczenników – Krzysztofa, Wiktora i Celsusa. Budowla została wzniesiona w stylu barokowym i przez długie lata jego architektura się nie zmieniła. Kościół posiada wiele cennych elementów wyposażenia (m.in. ołtarz główny, obrazy ołtarzowe). Świątynia przetrwała czasy pierwszej i drugiej wojny światowej. Jako dziękczynienie za ocalenie Skaryszewa i kościoła od całkowitego zburzenia, dobudowana została w latach 1949-1952 dzięki staraniom księdza proboszcza Stefana Walerego Świetlickiego nowa kaplica chrzcielna i zakrystia. Także następni proboszczowie troszczyli się o kościół. Dużą gospodarnością wykazał się także poprzedni proboszcz, ksiądz kanonik Bolesław Walendzik. Z jego inicjatywy zostały wykonane liczne prace w świątyni. W 1998 roku wnętrze kościoła zostało wymalowane, a kilka lat później został odrestaurowany ołtarz główny.